# Assedio di Zara (1813)
L'assedio di Zara si svolse tra il 22 novembre e il 5 dicembre 1813 nell'ambito dei più vasti eventi della guerra della sesta coalizione: la guarnigione franco-italiana della città di Zara, nelle allora Province Illiriche del Primo Impero francese, fu attaccata da una forza congiunta di truppe austro-britanniche al comando del generale Franjo Tomašić e del capitano George Cadogan, capitolando dopo un breve assedio.

## Antefatti
A lungo parte dei domini della Repubblica di Venezia, il porto di Zara sulla costa della Dalmazia passò sotto il dominio della Monarchia asburgica nel 1797 per effetto del trattato di Campo Formio, ma già nel 1805 la città fu ritrasferita al Regno d'Italia, stato-cliente della Francia di Napoleone Bonaparte, sulla base della Pace di Presburgo conclusiva della guerra della Terza coalizione; infine, per effetto del trattato di Schönbrunn conclusivo della guerra della Quinta coalizione tra Austria e Francia, nel 1809 Zara fu incorporata nelle nuove Province Illiriche dell'Impero francese. Il possesso delle Province Illiriche doveva servire alla Francia per garantirsi il controllo del mar Adriatico e impedire collegamenti navali tra l'Austria e il Regno Unito, eterno rivale di Napoleone, ma con la vittoria nella battaglia di Lissa del 13 marzo 1811 la Royal Navy acquisì una notevole dominanza sulle acque del bacino. Nell'agosto 1813, infine, l'Impero austriaco riprese le armi contro i francesi e un'armata austriaca invase le Province Illiriche da nord; lavorando in congiunzione con gli alleati, la squadra navale dell'ammiraglio Thomas Fremantle iniziò quindi a traghettare per l'Adriatico contingenti di truppe austro-britanniche da un punto all'altro del litorale dalmata, forzando alla resa molti porti di importanza strategica.
Nell'ottobre del 1813 le navi di Fremantle e le truppe austriache posero l'assedio alla città di Trieste, la quale capitolò il 28 ottobre; completata questa operazione, l'ammiraglio decise di distaccare dal suo squadrone la fregata da 36 cannoni HMS Havannah del capitano George Cadogan, appena sopraggiunta nel nord dell'Adriatico, e di inviarla a porre il blocco al porto di Zara più a sud con l'assistenza dello sloop da 18 cannoni HMS Weazel. Zara era un obiettivo ben difeso, con fortificazioni moderne armate di 110 cannoni, sette mortai e undici obici in posizioni fisse servite da una guarnigione di circa 2000 uomini (per più di metà croati reclutati localmente) comandati da un generale francese di una certa esperienza, il barone Claude Roize.

## L'assedio
Quando arrivò a Zara il 22 novembre, Cadogan trovò la fortezza ben rifornita e pronta a sostenere un lungo assedio, così decise di bloccarla e di prepararsi a prenderla d'assalto; Cadogan decise di impiegare i cannoni delle sue navi per stabilire delle batterie a terra armate con marinai e Royal Marines tratti dagli equipaggi delle imbarcazioni, lavorando in combinazione con la forza di blocco austriaca al comando del generale Franjo Tomašić appena sopraggiunta con 1500 uomini e due obici. Il tenente William Hamley ricevette il comando di una forza di 60 marinai con il compito di stabilire le batterie d'assedio intorno a Zara, e un totale di due carronate da 32 libbre, otto cannoni da 18 libbre e sette cannoni da 12 libbre, insieme a tutte le munizioni e la polvere da sparo necessarie, furono sbarcati dall'Havannah e dal Weazle; i pezzi furono trascinati su slitte attraverso paludi e fossati di notte, per poi essere messi in posizione a una distanza di circa tre miglia dalle mura. La Union Jack fu alzata su ciascuna delle tre batterie d'assedio approntate il 23 novembre, e i pezzi iniziarono il bombardamento delle fortificazioni di Zara sotto una pioggia quasi incessante.
La guarnigione francese disponeva di dodici piccole cannoniere ormeggiate sotto le mura, ciascuna armata di un cannone da 24 libbre e un pezzo più leggero; il tiro dei pezzi francesi causò diversi danni alle postazioni degli austro-britannici, obbligando gli assedianti ad approntare continuamente sacchi di sabbia con cui rinforzare i loro trinceramenti. Il 1º dicembre uno dei cannoni da 18 libbre e una delle carronate dei britannici furono reindirizzate a contrastare le cannoniere francesi, e nel giro di un'ora e mezza nessuna di esse era più a galla.
La situazione per la guarnigione si fece seria quando i battaglioni croati si ammutinarono contro i loro comandanti francesi; il generale Roize riuscì a domare la sommossa, ma molti dei ribelli riuscirono a uscire dalla fortezza e a consegnarsi nelle mani degli austro-britannici, privando i francesi di circa i due terzi dei loro effettivi. Il 6 dicembre, dopo tredici gironi di incessante bombardamento e quando ormai le batterie britanniche disponevano di pochi colpi con cui proseguire il tiro, Roize inviò fuori dalle mura una delegazione sotto bandiera bianca offrendo la resa della città.

## Conseguenze
Cadogan e Tomašić accettarono i termini di resa offerti da Roize: ai francesi sarebbe stato permesso di tornare in Italia dietro la promessa di non impegnarsi più in combattimento, a meno che non fossero stati successivamente scambiati con un pari numero di prigionieri coalizzati; una volta stabilita la convenzione di resa, la guarnigione francese marciò fuori da Zara e gli austro-britannici fecero il loro ingresso in città.
In totale, i coalizzati catturarono 110 cannoni e 18 obici oltre ad altri 100 pezzi d'artiglieria smontati, 350 prigionieri e dodici cannoniere riportate a galla; al momento di salpare alla volta di Trieste, Cadogan ricevette istruzione di lasciare tutto il bottino e le spoglie di guerra agli austriaci, il che costò alle ciurme delle navi britanniche circa 300000 sterline di premi di guerra. L'imperatore d'Austria Francesco I, ad ogni modo, insignì il tenente William Hamley dell'onorificenza dell'Ordine imperiale di Leopoldo per i suoi servigi durante l'assedio.
Nel giro di poche settimane le restanti postazioni fortificate dei francesi nelle Province Illiriche caddero in mano ai coalizzati: Cattaro capitolò il 3 gennaio 1814, seguita da Ragusa il 29 gennaio seguente; per la fine di marzo tutto il territorio delle Province (con l'eccezione dell'isola di Corfù) era in mano ai coalizzati o ai ribelli croati insorti contro i francesi. Il congresso di Vienna del 1815 ristabilì infine il pieno dominio dell'Impero austriaco su Zara e il resto della Dalmazia.